# Méthode Cecchetti

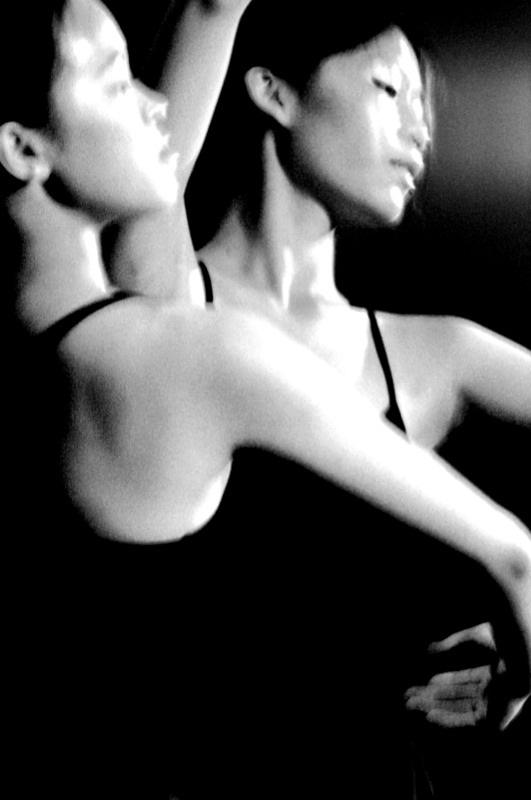
Position des bras dans la quatrième position espagnole de Cecchetti

La méthode Cecchetti est une forme d'enseignement du ballet élaborée par Enrico Cecchetti (1850-1928). C'est une méthode concernant la pratique du ballet avec un regard particulier sur l'anatomie et la technique. Le but poursuivi est de permettre à l'élève d'apprendre la danse classique avec des principes de base, pour ensuite développer sa propre façon de danser sans imiter son maître. La « méthode Cecchetti » allie science du mouvement et rigueur rythmique, privilégiant la fluidité du mouvement et le travail autour du centre de gravité.
La méthode comprend cinq niveaux de difficulté sanctionnés par un examen. Un diplôme est délivré en fin d'études.

## Enseignement
La méthode Cecchetti diffère des autres méthodes en ce qu'elle tend à faire de l'enseignement du danseur une science exacte. Elle impose une progression rigide de l'apprentissage avec des exercices précis planifiés pour chaque jour de travail. Chaque partie du corps est travaillée tour à tour. Chaque exercice est effectué d'un côté du corps pendant une semaine, puis de l'autre côté la semaine suivante.
Comme pour toutes les techniques touchant à la danse de ballet, la méthode Cecchetti enseigne à penser un mouvement au sein de la position corporelle (et non pas indépendamment) afin qu'il soit gracieux. Pour Cecchetti, il est plus important d'exécuter un mouvement correctement une fois, que de l'effleurer une douzaine de fois. La qualité avant la quantité, la rigueur du mouvement sans exagération ni façons: telle est la règle édictée par Cecchetti.
La méthode fait appel à un vocabulaire important et très précis. C'est à Cecchetti que revient l'introduction de cinq positions des  bras, au lieu des trois positions conventionnelles de l'école russe. Pas moins de 40 adages et huit ports de bras différents ont été élaborés par Cecchetti à l'usage de ses élèves et en fonction des possibilités de chacun.
Cecchetti insiste également sur une pratique journalière de son programme d'enseignement. Il dit également que la leçon du jour doit être suivie par l'étude de nouveaux pas composés par le maître pour développer chez l'élève un apprentissage rapide, l'acquisition de nouveaux pas et de nouveaux enchaînements.

## Méthode Cecchetti au Royaume-Uni
Enrico Cecchetti et sa femme ouvrent, à Londres, en 1918, une école de danse fondée sur ses méthodes d'enseignement. Nombre de ses élèves sont des futures grandes ballerines qui diffuseront son expérience dans le monde entier.
Dame Marie Rambert, une ancienne élève et collègue de Cecchetti, ouvre également une école d'après les principes de son maître à partir de laquelle elle créera une des plus anciennes compagnies du Royaume-Uni, la Rambert Dance Company encore active aujourd'hui sous la dénomination Rambert School of Ballet and Contemporary Dance et spécialisée en danse contemporaine.
Dame Ninette de Valois, collègue de Cecchetti pendant sa carrière avec les Ballets russes, ouvre une école qui deviendra la Royal Ballet School de Londres et à l'origine du Royal Ballet de Covent Garden avec un certain nombre d'anciens élèves de Cecchetti. Phyllis Bedells, une autre élève de Cecchetti, fonde la Royal Academy of Dance qui est, de nos jours, la plus importante école de danse du Royaume-Uni.
La méthode Cecchetti a eu une influence décisive sur le ballet au Royaume-Uni. Elle est à l'origine des méthodes d'enseignement actuelles outre-Manche.
Après le décès de Cecchetti, l'écrivain et historien de la danse Cyril W. Beaumont, ami intime de Cecchetti, collabore avec Stanislas Idzikowsky pour codifier la technique dans un traité qui paraît en 1922 sous le titre Manual of Theory and Practice of Classical Theatrical Dancing pour servir aux enseignants du ballet afin d'en parfaire la technique (ce traité est toujours publié). Il a été traduit en français, sous le titre La danse classique : Manuel complet de la méthode Cecchetti (2 tomes) (Voir le chapitre bibliographie pour les références). Ce travail est devenu la référence incontournable pour maintes compagnies de ballet contemporaines dans le monde, dont le Ballet national du Canada. Cecchetti a également donné l'autorisation à Beaumont de fonder l'Association Cecchetti pour promouvoir et maintenir telle quelle la méthode, auprès des futurs enseignants. Pour ce faire, des succursales de l'Association Cecchetti ont été ouvertes un peu partout dans le monde et, plus particulièrement en Australie, en Afrique du Sud, au Canada et aux États-Unis. L'association existe encore au Royaume-Uni où elle a fusionné avec l'Imperial Society of Teachers of Dancing qui continue à diffuser la méthode Cecchetti à côté de la sienne propre.
L'Imperial Society of Teachers of Dancing diffuse la méthode dans le monde entier à travers les écoles de danse et des enseignants accrédités. Les examens qui la sanctionnent diffèrent selon les pays mais sont tous reconnus officiellement par la  Qualifications and Curriculum Authority, autorité attitrée auprès du Gouvernement au Royaume-Uni. Tout examen validé dans une école du Royaume-Uni est donc automatiquement reconnu en Angleterre et au Pays de Galles mais seulement à ces endroits, les diplômes variant légèrement d'un pays à l'autre.
Cecchetti a su allier la virtuosité technique de l'école italienne à l'élégance de l'école française. Nombre de grands danseurs du XXe siècle sont passés par un enseignement appliquant ses principes: Anna Pavlova, Dame Ninette de Valois, Sir Frederick Ashton, Dame Alicia Markova, Marie Rambert, George Balanchine, etc.

## Méthode Cecchetti en France
La méthode Cecchetti est diffusée en France par le « Centre national de la danse »(Archive.org • Wikiwix • Archive.is • Google • Que faire ?) (consulté le 8 avril 2013) qui fonctionne par sessions. Les diplômes suivent le cursus du Royaume-Uni (cf. ci-dessous).

## Méthode Cecchetti au Canada
La méthode Cecchetti est enseignée au Canada principalement à Toronto au Ballet national du Canada et aussi dans d'autres villes, notamment à Montréal (Académie du Ballet Métropolitain).

## Examens
Les élèves sont testés sur leur aptitude à réaliser correctement un certain nombre de mouvements qui font ressortir la dynamique du ballet. Ils sont également interrogés sur la théorie et la terminologie de la danse.
Chaque diplôme obtenu correspond à un des sept niveaux d'origine.

### Royaume-Uni
Quatre diplômes sanctionnent les acquisitions de base:
- Pass (validé);
- Pass Plus;
- Commended (recommandation);
- Highly Commended (hautement recommandé);
- Honours (Honneurs)

Les diplômes de plus haut niveau sont:
- Intermediate Foundation;
- Intermediate;
- Advanced 1;
- Advanced 2.

### États-Unis
Cinq épreuves sont requises pour obtenir le diplôme sanctionnant le niveau de base. Ce sont, en partant du plus simple:
- Validé avec une condition. Le/les examinateur(s) juge(nt) que l'élève n'a pas atteint le niveau requis. Il doit poursuivre son apprentissage pendant au moins six mois et repasser l'examen.
- Validé;
- Validé avec recommandation;
- Validé et hautement recommandé;
- Validé avec mention Honorable (extrêmement rare).

L'élève peut ensuite tenter les
- Grade examinations, au nombre de six, plus techniques, demandant plus de technicité et de sens artistique;
- Major examinations au nombre de 3:
  - Intermédiaire
  - Avancé 1
  - Avancé 2.

Il est impératif de valider un niveau avant de passer le suivant.
- Teacher Qualifying Examinations, la plus haute qualification, nécessaire pour enseigner la méthode, comprend quatre niveaux:
  - A.I.S.T.D. - Associé (enregistrement provisoire);
  - A.I.S.T.D. - Associé diplômé (enregistrement);
  - L.I.S.T.D. - Licencié
  - F.I.S.T.D. - Fellow (la plus haute qualification. Requise pour devenir examinateur)

### Australie
Les épreuves de bases comprennent six niveaux:
- Validé;
- Validé mention mérite;
- Validé mention honorable;
- Recommandé;
- Hautement recommandé
- Validé avec mention Honorable.

Une fois ces épreuves de base validées, l'élève peut prétendre à poursuivre avec les niveaux suivants qui sont les mêmes qu'au Royaume-Uni: Intermédiaire, Avancé 1 et Avancé 2 qui peuvent être validés en Catégorie A ou B. De plus, l'Association offre le titre d'enseignant aux Associés, Associés diplômés, Licenciés et Fellows.

### Afrique du Sud
L'enseignement à l'Association Cecchetti d'Afrique du Sud et fondée en 1928 est composé des cinq diplômes de base habituels:
- Validé;
- Validé, mention Mérite Spécial;
- Recommandé;
- Hautement recommandé
- Validé mention Honorable

Après avoir satisfait à chacun de ces examens, l'élève peut s'inscrire en vue de l'obtention des diplômes:
- Intermediate Fundation;
- Intermédiaire;
- Avancé 1;
- Avancé 2.

Pour enseigner, l'élève devra posséder au minimum le diplôme Avancé 1
Les diplômes suivant sont les mêmes qu'en Australie et au Royaume-Uni

## Sources
- Bibliographie;

- (en) Cet article est partiellement ou en totalité issu de l’article de Wikipédia en anglais intitulé « Cecchetti method » (voir la liste des auteurs).